# Viškovo
Viškovo (italsky San Mattia) je velké sídlo a opčina v Chorvatsku v Přímořsko-gorskokotarské župě, nacházející se asi 8 km severozápadně od centra Rijeky. Na jihozápad od Viškova se nachází město Kastav, na východ opčina Jelenje, na sever opčina Klana, na jih město Rijeka. Opčina se skládá celkem ze sedmi velkých sídel, v podstatě dohromady tvořících sídlo o 14 445 obyvatelích, přičemž v samotném Viškovu žije 3 068 obyvatel. Vzhledem však k tomu, že Viškovo svým územím těsně sousedí s územím Rijeky, je de facto (stejně jako město Kastav) pouze jejím předměstím. Viškovo je opčina s největším počtem obyvatel v Chorvatsku.
Opčina zahrnuje celkem 7 vesnic. Největším sídlem je Marinići s 3 894 obyvateli, poté je středisko opčiny Viškovo s 3 068 obyvateli. Nejmenší vesnicí a jediným sídlem, ve kterém žije méně než 1 000 obyvatel, je Kosi s 808 obyvateli.
- Kosi – 808 obyvatel
- Marčelji – 2 148 obyvatel
- Marinići – 3 894 obyvatel
- Mladenići – 1 254 obyvatel
- Saršoni – 1 532 obyvatel
- Sroki – 1 741 obyvatel
- Viškovo – 3 068 obyvatel